# 畹町农场
畹町农场，原称国营畹町农场，是云南省德宏傣族景颇族自治州瑞丽市畹町经济开发区的一个农场，场部驻混板村。畹町农场原是云南省农垦总局下属的农场之一，2011年7月实施体制改革，由农垦系统移交地方管理。 

## 历史
1959年5月2日，成立红旗农场，7月7日更名畹町农场。1970年5月21日，畹町农场与瑞丽农场组建中国人民解放军云南生产建设兵团三师十一团，畹町农场成为十一团第六营。1974年生产建设兵团撤销，恢复国营农场建制，隶属云南省农垦总局和德宏州农垦分局管理。
2011年7月5日，畹町农场由农垦系统划归地方管理，中共畹町农场委员会、畹町农场管委会成为畹町经济开发区工委、管委会的派出机构。2013年10月10日，根据德宏州委《畹町经济开发区和姐告边境贸易区行政管理等体制调整方案》（俗称“瑞畹姐同城化”），畹町农场划归瑞丽市委、市政府直接管理。2016年，为振兴畹町经济，瑞丽市重新赋予畹町开发区对畹町农场进行管理的职权。为推行农场改革、实现政企分离，2020年4月27日畹町农场的工商登记变更为瑞丽市畹町农垦实业有限公司，原畹町农场有关的债权、债务由瑞丽市畹町农垦实业有限公司承接。。

## 地理
畹町农场位于瑞丽市畹町经济开发区境内，总面积4,305亩（合2.87平方千米）。

## 人口
瑞丽农场的人口主要为保山地区昌宁县移民、中国人民解放军转业退伍军人、中国东部地区的知青及其后代等。1960年有人口710人，1984年有人口1,387人，到2016年末农场共有1,706人。

## 行政区划
畹町农场下辖以下地区：
畹江社区。

## 经济
畹町农场主要种植橡胶、茶叶、咖啡、甘蔗、柠檬等作物。